# Eremobates texanus
Espèce
Eremobates texanus est une espèce de solifuges de la famille des Eremobatidae.

## Distribution
Cette espèce est endémique du Texas aux États-Unis,. Elle se rencontre dans le comté de Culberson vers Van Horn.

## Étymologie
Son nom d'espèce lui a été donné en référence au lieu de sa découverte, le Texas.

## Publication originale
- Muma & Brookhart, 1988 : The Eremobates palpisetulosus species-group (Solpugida:Eremobatidae) in the United States. Cherry Creek School District, Englewood, p. 1-65.